# Bize (Haute-Marne)
Bize é uma comuna francesa na região administrativa de Grande Leste, no departamento de Haute-Marne. Estende-se por uma área de 2,09 km². Em 2010 a comuna tinha 94 habitantes (densidade: 45 hab./km²).